# باتريسيو كوكي
باتريسيو كوكي (بالإسبانية: Patricio Cucchi)‏ هو لاعب كرة قدم أرجنتيني في مركز الهجوم، ولد في 5 مارس 1993 في Oliveros, Santa Fe ‏ في الأرجنتين. لعب مع روزاريو سنترال.

## وصلات خارجية
- باتريسيو كوكي على موقع قاعدة بيانات كرة القدم.إي يو (الإنجليزية)
- باتريسيو كوكي على موقع Soccerway.com (الإنجليزية)